# Élections législatives de 2017 dans la Drôme
Les élections législatives françaises de 2017 se sont déroulées les 11 juin 2017 et 18 juin 2017. Dans le département de la Drôme, quatre députés ont été élus à dans le cadre de quatre circonscriptions.

## Élus
| Circonscription                                 | Député sortant   | Parti | Parti | Député élu ou réélu | Parti | Parti |
| ----------------------------------------------- | ---------------- | ----- | ----- | ------------------- | ----- | ----- |
| 1re                                             | Patrick Labaune* |       | LR    | Mireille Clapot     |       | LREM  |
| 2e                                              | Franck Reynier   |       | UDI   | Alice Thourot       |       | LREM  |
| 3e                                              | Hervé Mariton*   |       | LR    | Célia de Lavergne   |       | LREM  |
| 4e                                              | Nathalie Nieson* |       | PS    | Emmanuelle Anthoine |       | LR    |
| * député sortant ne se représentant pas en 2017 |                  |       |       |                     |       |       |

## Rappel des résultats départementaux des élections de 2012
| Parti          | Parti                                        | Premier tour | Premier tour | Second tour | Second tour | Sièges |  |
| Parti          | Parti                                        | Voix         | %            | Voix        | %           | Sièges |  |
| -------------- | -------------------------------------------- | ------------ | ------------ | ----------- | ----------- | ------ |  |
|                | Parti socialiste                             | 53 321       | 24,98        | 78 528      | 37,99       | 1      |  |
|                | Divers gauche dont MRC                       | 17 020       | 7,97         | 24 397      | 11,80       | 0      |  |
|                | Europe Écologie Les Verts                    | 10 024       | 4,70         |             |             | 0      |  |
|                | Majorité présidentielle                      | 80 365       | 37,65        | 102 925     | 49,79       | 1      |  |
|                |                                              |              |              |             |             |        |  |
|                | Union pour un mouvement populaire            | 56 087       | 26,27        | 78 615      | 38,02       | 2      |  |
|                | Parti radical                                | 16 753       | 7,85         | 25 187      | 12,18       | 1      |  |
|                | Divers droite dont DLR, PCD                  | 2 980        | 1,40         |             |             | 0      |  |
|                | Droite parlementaire                         | 75 820       | 35,52        | 103 802     | 50,21       | 3      |  |
|                |                                              |              |              |             |             |        |  |
|                | Front national                               | 36 297       | 17,00        |             |             | 0      |  |
|                | Front de gauche                              | 14 939       | 7,00         | 0           |             |        |  |
|                | Extrême gauche dont LO, NPA et POI           | 2 934        | 1,37         | 0           |             |        |  |
|                | Mouvement démocrate                          | 1 943        | 0,91         | 0           |             |        |  |
|                | Divers écologiste dont MÉI, AÉI, Cap21 et GÉ | 1 169        | 0,55         | 0           |             |        |  |
|                | Divers                                       | 14           | 0,01         | 0           |             |        |  |
|                |                                              |              |              |             |             |        |  |
| Inscrits       | Inscrits                                     | 353 318      | 100,00       | 353 299     | 100,00      | 4      |  |
| Abstentions    | Abstentions                                  | 137 264      | 38,85        | 140 294     | 39,71       |        |  |
| Votants        | Votants                                      | 216 054      | 61,15        | 213 005     | 60,29       |        |  |
| Blancs et nuls | Blancs et nuls                               | 2 573        | 1,19         | 6 278       | 2,95        |        |  |
| Exprimés       | Exprimés                                     | 213 481      | 98,81        | 206 727     | 97,05       |        |  |

## Résultats de l'élection présidentielle de 2017 par circonscription
| Circonscription | 1er tour | 1er tour | 1er tour | 1er tour  |         | 2d tour | 2d tour |
| Circonscription | Macron   | Le Pen   | Fillon   | Mélenchon | Macron  | Le Pen  |         |
| --------------- | -------- | -------- | -------- | --------- | ------- | ------- | ------- |
| Circonscription |          |          |          |           |         |         |         |
| 1re             | 24,4 %   | 19,59 %  | 20,12 %  | 20,45 %   | 68,77 % | 31,23 % |         |
| 2e              | 20,73 %  | 28,34 %  | 17,94 %  | 18,51 %   | 57,51 % | 42,49 % |         |
| 3e              | 21,65 %  | 21,2 %   | 18,09 %  | 22,73 %   | 65,46 % | 34,54 % |         |
| 4e              | 21,36 %  | 26,07 %  | 18,24 %  | 18,24 %   | 59,57 % | 40,43 % |         |

## Résultats

### Résultats à l'échelle du département
|                                           |                                      |                           |                           |                          |                          |  |
|                                           |                                      | Premier tour 11 juin 2017 | Premier tour 11 juin 2017 | Second tour 18 juin 2017 | Second tour 18 juin 2017 |  |
|                                           |                                      |                           |                           |                          |                          |  |
|                                           |                                      | Nombre                    | % des inscrits            | Nombre                   | % des inscrits           |  |
| Inscrits                                  | Inscrits                             | 369 504                   | 100,00                    | 369 481                  | 100,00                   |  |
| Abstentions                               | Abstentions                          | 183 251                   | 49,59                     | 208 981                  | 56,56                    |  |
| Votants                                   | Votants                              | 186 253                   | 50,41                     | 160 500                  | 43,44                    |  |
|                                           |                                      |                           | % des votants             |                          | % des votants            |  |
| Bulletins blancs                          | Bulletins blancs                     | 2 726                     | 1,46                      | 14 448                   | 9,00                     |  |
| Bulletins nuls                            | Bulletins nuls                       | 1 097                     | 0,59                      | 5 213                    | 3,25                     |  |
| Suffrages exprimés                        | Suffrages exprimés                   | 182 430                   | 97,95                     | 140 839                  | 87,75                    |  |
|                                           |                                      |                           |                           |                          |                          |  |
| Étiquette politique                       | Étiquette politique                  | Voix                      | % des exprimés            | Voix                     | % des exprimés           |  |
|                                           |                                      |                           |                           |                          |                          |  |
|                                           | La République en marche              | 54 777                    | 30,03                     | 77 397                   | 54,95                    |  |
|                                           | Front national                       | 28 254                    | 15,49                     | 13 267                   | 9,42                     |  |
|                                           | Les Républicains                     | 27 625                    | 15,14                     | 50 175                   | 35,63                    |  |
|                                           | La France insoumise                  | 23 217                    | 12,73                     |                          |                          |  |
|                                           | Parti socialiste                     | 17 462                    | 9,57                      |                          |                          |  |
|                                           | Europe Écologie Les Verts            | 7 123                     | 3,90                      |                          |                          |  |
|                                           | Union des démocrates et indépendants | 6 564                     | 3,60                      |                          |                          |  |
|                                           | Parti communiste français            | 3 981                     | 2,18                      |                          |                          |  |
|                                           | Divers                               | 3 965                     | 2,17                      |                          |                          |  |
|                                           | Divers droite                        | 3 064                     | 1,68                      |                          |                          |  |
|                                           | Écologiste                           | 2 252                     | 1,23                      |                          |                          |  |
|                                           | Debout la France                     | 1 874                     | 1,03                      |                          |                          |  |
|                                           | Extrême gauche                       | 1 184                     | 0,65                      |                          |                          |  |
|                                           | Extrême droite                       | 445                       | 0,24                      |                          |                          |  |
|                                           | Divers gauche                        | 413                       | 0,23                      |                          |                          |  |
|                                           | Parti radical de gauche              | 230                       | 0,13                      |                          |                          |  |
| Source : Ministère de l'Intérieur - Drôme |                                      |                           |                           |                          |                          |  |

### Résultats par circonscription

#### Première circonscription
Député sortant : Patrick Labaune (Les Républicains).
|                                                                          |                                                                              |                           |                           |                          |                          |
|                                                                          |                                                                              | Premier tour 11 juin 2017 | Premier tour 11 juin 2017 | Second tour 18 juin 2017 | Second tour 18 juin 2017 |
|                                                                          |                                                                              |                           |                           |                          |                          |
|                                                                          |                                                                              | Nombre                    | % des inscrits            | Nombre                   | % des inscrits           |
| Inscrits                                                                 | Inscrits                                                                     | 75 258                    | 100,00                    | 75 255                   | 100,00                   |
| Abstentions                                                              | Abstentions                                                                  | 39 678                    | 52,72                     | 44 840                   | 59,58                    |
| Votants                                                                  | Votants                                                                      | 35 580                    | 47,28                     | 30 415                   | 40,42                    |
|                                                                          |                                                                              |                           | % des votants             |                          | % des votants            |
| Bulletins blancs                                                         | Bulletins blancs                                                             | 550                       | 1,55                      | 2 609                    | 8,58                     |
| Bulletins nuls                                                           | Bulletins nuls                                                               | 250                       | 0,70                      | 1 004                    | 3,30                     |
| Suffrages exprimés                                                       | Suffrages exprimés                                                           | 34 780                    | 97,75                     | 26 802                   | 88,12                    |
|                                                                          |                                                                              |                           |                           |                          |                          |
| Candidat Étiquette politique (partis et alliances)                       | Candidat Étiquette politique (partis et alliances)                           | Voix                      | % des exprimés            | Voix                     | % des exprimés           |
|                                                                          |                                                                              |                           |                           |                          |                          |
|                                                                          | Mireille Clapot La République en marche                                      | 10 170                    | 29,24                     | 15 248                   | 56,89                    |
|                                                                          | Bertrand Ract-Madoux Les Républicains (Union des démocrates et indépendants) | 6 559                     | 18,86                     | 11 554                   | 43,11                    |
|                                                                          | Bernard Sironneau Front national                                             | 4 216                     | 12,12                     |                          |                          |
|                                                                          | Karine Messina-Dautry La France insoumise                                    | 4 128                     | 11,87                     |                          |                          |
|                                                                          | Pierre-Jean Veyret Parti socialiste                                          | 3 735                     | 10,74                     |                          |                          |
|                                                                          | Annie Roche Europe Écologie Les Verts                                        | 1 691                     | 4,86                      |                          |                          |
|                                                                          | Aurélie Manini Divers                                                        | 1 197                     | 3,44                      |                          |                          |
|                                                                          | Hakim Madi Divers (Action Citoyenne)                                         | 724                       | 2,08                      |                          |                          |
|                                                                          | Joris Barrat Divers (Parti animaliste)                                       | 486                       | 1,40                      |                          |                          |
|                                                                          | Pascale Audin Debout la France                                               | 477                       | 1,37                      |                          |                          |
|                                                                          | Dominique Lormier Parti communiste français                                  | 396                       | 1,14                      |                          |                          |
|                                                                          | Antonin Bonnefoi Divers gauche (Mouvement républicain et citoyen)            | 306                       | 0,88                      |                          |                          |
|                                                                          | Bernadette Thomas Divers (Union populaire républicaine)                      | 240                       | 0,69                      |                          |                          |
|                                                                          | Adèle Kopff Lutte ouvrière                                                   | 179                       | 0,51                      |                          |                          |
|                                                                          | Marie-Laurence Martin Extrême droite (Souveraineté, Identité et Libertés)    | 165                       | 0,47                      |                          |                          |
|                                                                          | Eve Gimenez Parti radical de gauche (Génération écologie)                    | 111                       | 0,32                      |                          |                          |
| Source : Ministère de l'Intérieur - Première circonscription de la Drôme |                                                                              |                           |                           |                          |                          |

#### Deuxième circonscription
Député sortant : Franck Reynier (Union des démocrates et indépendants).
|                                                                          |                                                                                         |                           |                           |                          |                          |
|                                                                          |                                                                                         | Premier tour 11 juin 2017 | Premier tour 11 juin 2017 | Second tour 18 juin 2017 | Second tour 18 juin 2017 |
|                                                                          |                                                                                         |                           |                           |                          |                          |
|                                                                          |                                                                                         | Nombre                    | % des inscrits            | Nombre                   | % des inscrits           |
| Inscrits                                                                 | Inscrits                                                                                | 93 263                    | 100,00                    | 93 264                   | 100,00                   |
| Abstentions                                                              | Abstentions                                                                             | 48 978                    | 52,52                     | 53 871                   | 57,76                    |
| Votants                                                                  | Votants                                                                                 | 44 285                    | 47,48                     | 39 393                   | 42,24                    |
|                                                                          |                                                                                         |                           | % des votants             |                          | % des votants            |
| Bulletins blancs                                                         | Bulletins blancs                                                                        | 715                       | 1,61                      | 2 947                    | 7,48                     |
| Bulletins nuls                                                           | Bulletins nuls                                                                          | 303                       | 0,68                      | 1 068                    | 2,71                     |
| Suffrages exprimés                                                       | Suffrages exprimés                                                                      | 43 267                    | 97,70                     | 35 378                   | 89,81                    |
|                                                                          |                                                                                         |                           |                           |                          |                          |
| Candidat Étiquette politique (partis et alliances)                       | Candidat Étiquette politique (partis et alliances)                                      | Voix                      | % des exprimés            | Voix                     | % des exprimés           |
|                                                                          |                                                                                         |                           |                           |                          |                          |
|                                                                          | Alice Thourot La République en marche                                                   | 15 119                    | 34,94                     | 22 111                   | 62,50                    |
|                                                                          | Laure Pellier Front national                                                            | 8 345                     | 19,29                     | 13 267                   | 37,50                    |
|                                                                          | Franck Reynier (député sortant) Union des démocrates et indépendants (Les Républicains) | 6 564                     | 15,17                     |                          |                          |
|                                                                          | Rachel Mahé La France insoumise                                                         | 4 442                     | 10,27                     |                          |                          |
|                                                                          | Pierre Trapier Parti communiste français                                                | 1 967                     | 4,55                      |                          |                          |
|                                                                          | Nicolas Barthollet Divers droite                                                        | 1 710                     | 3,95                      |                          |                          |
|                                                                          | Isabelle Malric Parti socialiste                                                        | 1 307                     | 3,02                      |                          |                          |
|                                                                          | Danielle Persico Europe Écologie Les Verts                                              | 1 058                     | 2,45                      |                          |                          |
|                                                                          | Christian Caracchini Debout la France                                                   | 655                       | 1,51                      |                          |                          |
|                                                                          | Évelyne Khiari Écologiste (Confédération pour l'homme, l'animal et la planète)          | 617                       | 1,43                      |                          |                          |
|                                                                          | Roméo d'Ercole Écologiste(Mouvement 100%)                                               | 459                       | 1,06                      |                          |                          |
|                                                                          | Alexandra Vallon Divers (Union populaire républicaine)                                  | 323                       | 0,75                      |                          |                          |
|                                                                          | Alain Terno Lutte ouvrière                                                              | 313                       | 0,72                      |                          |                          |
|                                                                          | Alain Csikel Extrême droite (Souveraineté, Identité et Libertés)                        | 162                       | 0,37                      |                          |                          |
|                                                                          | Aline Fiore Parti radical de gauche (Génération écologie)                               | 119                       | 0,28                      |                          |                          |
|                                                                          | Colette Gros Divers gauche (Nouvelle Donne)                                             | 107                       | 0,25                      |                          |                          |
| Source : Ministère de l'Intérieur - Deuxième circonscription de la Drôme |                                                                                         |                           |                           |                          |                          |

#### Troisième circonscription
Député sortant : Hervé Mariton (Les Républicains).
|                                                                           |                                                                                 |                           |                           |                          |                          |
|                                                                           |                                                                                 | Premier tour 11 juin 2017 | Premier tour 11 juin 2017 | Second tour 18 juin 2017 | Second tour 18 juin 2017 |
|                                                                           |                                                                                 |                           |                           |                          |                          |
|                                                                           |                                                                                 | Nombre                    | % des inscrits            | Nombre                   | % des inscrits           |
| Inscrits                                                                  | Inscrits                                                                        | 106 726                   | 100,00                    | 106 713                  | 100,00                   |
| Abstentions                                                               | Abstentions                                                                     | 47 613                    | 44,61                     | 56 453                   | 52,90                    |
| Votants                                                                   | Votants                                                                         | 59 113                    | 55,39                     | 50 260                   | 47,10                    |
|                                                                           |                                                                                 |                           | % des votants             |                          | % des votants            |
| Bulletins blancs                                                          | Bulletins blancs                                                                | 759                       | 1,28                      | 5 489                    | 10,92                    |
| Bulletins nuls                                                            | Bulletins nuls                                                                  | 276                       | 0,47                      | 1 747                    | 3,48                     |
| Suffrages exprimés                                                        | Suffrages exprimés                                                              | 58 078                    | 98,25                     | 43 024                   | 85,60                    |
|                                                                           |                                                                                 |                           |                           |                          |                          |
| Candidat Étiquette politique (partis et alliances)                        | Candidat Étiquette politique (partis et alliances)                              | Voix                      | % des exprimés            | Voix                     | % des exprimés           |
|                                                                           |                                                                                 |                           |                           |                          |                          |
|                                                                           | Célia de Lavergne La République en marche                                       | 19 158                    | 32,99                     | 24 518                   | 56,99                    |
|                                                                           | Paul Bérard Les Républicains (Union des démocrates et indépendants)             | 11 287                    | 19,43                     | 18 506                   | 43,01                    |
|                                                                           | Didier Thévenieau La France insoumise                                           | 9 725                     | 16,74                     |                          |                          |
|                                                                           | Rachel Reygnier Front national                                                  | 7 686                     | 13,23                     |                          |                          |
|                                                                           | Pascale Rochas Parti socialiste                                                 | 4 446                     | 7,66                      |                          |                          |
|                                                                           | Martine Morvan Europe Écologie Les Verts                                        | 2 280                     | 3,93                      |                          |                          |
|                                                                           | Chantal Bélézy Parti communiste français                                        | 773                       | 1,33                      |                          |                          |
|                                                                           | Gabriel Lacroix Écologiste (Confédération pour l'homme, l'animal et la planète) | 744                       | 1,28                      |                          |                          |
|                                                                           | Norbert Aguera Debout la France                                                 | 742                       | 1,28                      |                          |                          |
|                                                                           | Frédéric Amandola Écologiste (Mouvement 100 %)                                  | 411                       | 0,71                      |                          |                          |
|                                                                           | Brigitte Rousselet Divers (Union populaire républicaine)                        | 371                       | 0,64                      |                          |                          |
|                                                                           | Charly Champmartin Lutte ouvrière                                               | 307                       | 0,53                      |                          |                          |
|                                                                           | Rodolphe Dejour Divers droite (La France qui ose)                               | 144                       | 0,25                      |                          |                          |
|                                                                           | Adeline Kargué Divers                                                           | 4                         | 0,01                      |                          |                          |
| Source : Ministère de l'Intérieur - Troisième circonscription de la Drôme |                                                                                 |                           |                           |                          |                          |

#### Quatrième circonscription
Député sortant : Nathalie Nieson (Parti socialiste).
|                                                                           |                                                                             |                           |                           |                          |                          |
|                                                                           |                                                                             | Premier tour 11 juin 2017 | Premier tour 11 juin 2017 | Second tour 18 juin 2017 | Second tour 18 juin 2017 |
|                                                                           |                                                                             |                           |                           |                          |                          |
|                                                                           |                                                                             | Nombre                    | % des inscrits            | Nombre                   | % des inscrits           |
| Inscrits                                                                  | Inscrits                                                                    | 94 257                    | 100,00                    | 94 249                   | 100,00                   |
| Abstentions                                                               | Abstentions                                                                 | 46 982                    | 49,84                     | 53 817                   | 57,10                    |
| Votants                                                                   | Votants                                                                     | 47 275                    | 50,16                     | 40 432                   | 42,90                    |
|                                                                           |                                                                             |                           | % des votants             |                          | % des votants            |
| Bulletins blancs                                                          | Bulletins blancs                                                            | 702                       | 1,48                      | 3 403                    | 8,42                     |
| Bulletins nuls                                                            | Bulletins nuls                                                              | 268                       | 0,57                      | 1 394                    | 3,45                     |
| Suffrages exprimés                                                        | Suffrages exprimés                                                          | 46 305                    | 97,95                     | 35 635                   | 88,14                    |
|                                                                           |                                                                             |                           |                           |                          |                          |
| Candidat Étiquette politique (partis et alliances)                        | Candidat Étiquette politique (partis et alliances)                          | Voix                      | % des exprimés            | Voix                     | % des exprimés           |
|                                                                           |                                                                             |                           |                           |                          |                          |
|                                                                           | Latifa Chay La République en marche                                         | 10 345                    | 22,34                     | 15 520                   | 43,55                    |
|                                                                           | Emmanuelle Anthoine Les Républicains (Union des démocrates et indépendants) | 9 779                     | 21,12                     | 20 115                   | 56,45                    |
|                                                                           | Bruno Derly Front national                                                  | 8 007                     | 17,29                     |                          |                          |
|                                                                           | Pierre Jouvet Parti socialiste                                              | 7 980                     | 17,23                     |                          |                          |
|                                                                           | Emma Ould Aoudia La France insoumise                                        | 4 922                     | 10,63                     |                          |                          |
|                                                                           | Dominique Reynaud Europe Écologie Les Verts                                 | 2 094                     | 4,52                      |                          |                          |
|                                                                           | Jean-Marc Durand Parti communiste français                                  | 845                       | 1,82                      |                          |                          |
|                                                                           | Raphaël Bertrand Divers droite (577-Les Indépendants)                       | 713                       | 1,54                      |                          |                          |
|                                                                           | Alain Lavedrine Divers droite (Parti chrétien-démocrate)                    | 411                       | 0,89                      |                          |                          |
|                                                                           | Monique Bernard Lutte ouvrière                                              | 385                       | 0,83                      |                          |                          |
|                                                                           | Dorothée Roullet Divers (Union populaire républicaine)                      | 367                       | 0,79                      |                          |                          |
|                                                                           | Christine Collonge Divers (Mouvement 100 %)                                 | 253                       | 0,55                      |                          |                          |
|                                                                           | Martine Cavasse Extrême droite (Souveraineté, identité et libertés)         | 118                       | 0,25                      |                          |                          |
|                                                                           | Paul Pelardy Divers droite (Rassemblement pour la France)                   | 86                        | 0,19                      |                          |                          |
|                                                                           | Nadia Mana Divers gauche                                                    | 0                         | 0,00                      |                          |                          |
| Source : Ministère de l'Intérieur - Quatrième circonscription de la Drôme |                                                                             |                           |                           |                          |                          |